# Titus Flavius Postumius Titianus
Titus Flavius Postumius Titianus war ein römischer Politiker im 3. und 4. Jahrhundert.
Er entstammte einer senatorischen Familie der römischen Kaiserzeit und war der Urenkel des Redners und Politikers Marcus Postumius Festus, der im Jahr 160 als Erster seiner Familie Konsul geworden war. Auch sein Verwandter Postumius Festus Titianus, ebenfalls Urenkel des Marcus Postumius Festus, hatte es bis zum Konsulat gebracht.
Titus Flavius Postumius Titianus selbst durchlief eine steile politische Karriere. Er war sowohl als Quästor wie auch als Prätor Kandidat des Kaisers (candidatus principis), was auf seine enge Beziehung zum Kaiserhof hinweist. Er war nacheinander Statthalter (corrector) Kampaniens, dann des „jenseitigen Italiens“ (corrector Italiae Transpadanae), Curator coloniarum Lugdunensium, danach Consularis aquarum et Miniciae und als solcher mit prokonsularischer Gewalt ausgestatteter Verantwortlicher für die Verwaltung und Instandhaltung der Aquädukte sowie der Via Minicia (einem Arm der Via Appia).
Nachdem er zwischen 285 und 290 Suffektkonsul geworden war, übernahm er als Prokonsul 295 die Statthalterschaft in der Provinz Africa. Schließlich wurde er im Jahre 301 zum zweiten Mal Konsul, diesmal jedoch ordentlicher Konsul zusammen mit Virius Nepotianus. Höhepunkt seiner Karriere war seine 305 erfolgte Ernennung zum Stadtpräfekten von Rom (praefectus urbi).
Neben seinen weltlichen Ämtern hatte er auch religiöse Aufgaben zu erfüllen. So war er pontifex dei solis (Priester des Sonnengottes Sol), Augur und duodecimvir urbis Romae (ein Kollegium, das im Zusammenhang mit dem Tempel der Venus und der Roma gegründet wurde, den Hadrian im Jahr 135 n. Chr. weihte).